# Aloe brunneodentata
Aloe brunneodentata é uma espécie de liliopsida do gênero Aloe, pertencente à família Asphodelaceae.